# 6006 Anaximandros
6006 Anaximandros este o planetă minoră (asteroid), cu un diametru de 7,494 km, din centura de asteroizi. A fost descoperită pe 3 aprilie 1989 la Observatorul La Silla de Eric Walter Elst și a fost numită după Anaximandru. 
Obiectul prezintă o orbită caracterizată de o semiaxă mare de 2,8390116 UAi, o excentricitate de 0,08, o înclinație de 1,41469 ° în raport cu ecliptica.